# Weishaupt
Max Weishaupt GmbH er en tysk virksomhed indenfor fyrings- og energiteknik. Den blev etableret i 1932 af Max Weishaupt og har hovedkvarter i Schwendi, Baden-Württemberg.